# Pallanuoto ai Giochi della XXXIII Olimpiade - Torneo maschile
Il torneo maschile di pallanuoto ai Giochi della XXXIII Olimpiade a Parigi, in Francia, si svolge dal 28 luglio all'11 agosto 2024. Le partite si giocano tra il Centro acquatico olimpico e la Paris La Défense Arena.

## Fasce
| Pot 1           | Pot 2          | Pot 3                 | Pot 4            | Pot 5         | Pot 6              |
| --------------- | -------------- | --------------------- | ---------------- | ------------- | ------------------ |
| Ungheria Grecia | Croazia Spagna | Australia Stati Uniti | Giappone Romania | Italia Serbia | Montenegro Francia |

## Fase preliminare

### Gruppo A
| Pos. | Squadra     | Pt | G | V | VDR | PDR | P | GF | GS | DR  |
| ---- | ----------- | -- | - | - | --- | --- | - | -- | -- | --- |
| 1    | Grecia      | 11 | 5 | 3 | 1   | 0   | 1 | 61 | 52 | +9  |
| 2    | Italia      | 11 | 5 | 3 | 1   | 0   | 1 | 60 | 43 | +17 |
| 3    | Stati Uniti | 9  | 5 | 3 | 0   | 0   | 2 | 59 | 51 | +8  |
| 4    | Croazia     | 9  | 5 | 3 | 0   | 0   | 2 | 58 | 57 | +1  |
| 5    | Montenegro  | 5  | 5 | 1 | 0   | 2   | 2 | 45 | 50 | -5  |
| 6    | Romania     | 0  | 5 | 0 | 0   | 0   | 5 | 37 | 67 | -30 |

| Gara | Data      | Ora   | Partita     | Partita           | Partita     |
| ---- | --------- | ----- | ----------- | ----------------- | ----------- |
| 1    | 28 luglio | 15:00 | Italia      | 12 - 8            | Stati Uniti |
| 2    | 28 luglio | 16:35 | Croazia     | 11 - 8            | Montenegro  |
| 3    | 28 luglio | 21:05 | Romania     | 7 - 14            | Grecia      |
| 4    | 30 luglio | 12:05 | Croazia     | 11 - 14           | Italia      |
| 5    | 30 luglio | 16:35 | Stati Uniti | 14 - 8            | Romania     |
| 6    | 30 luglio | 19:30 | Montenegro  | 16 - 17 (12 - 12) | Grecia      |
| 7    | 1 agosto  | 10:30 | Grecia      | 13 - 11           | Stati Uniti |
| 8    | 1 agosto  | 16:35 | Italia      | 11 - 9 (8 - 8)    | Montenegro  |
| 9    | 1 agosto  | 19:30 | Romania     | 8 - 11            | Croazia     |
| 10   | 3 agosto  | 12:05 | Croazia     | 14 - 13           | Grecia      |
| 11   | 3 agosto  | 16:35 | Montenegro  | 7 - 12            | Stati Uniti |
| 12   | 3 agosto  | 21:05 | Italia      | 18 - 7            | Romania     |
| 13   | 5 agosto  | 15:10 | Grecia      | 9 - 8             | Italia      |
| 14   | 5 agosto  | 18:30 | Croazia     | 11 - 14           | Stati Uniti |
| 15   | 5 agosto  | 21:40 | Romania     | 7 - 10            | Montenegro  |

### Gruppo B
| Pos. | Squadra   | Pt | G | V | VDR | PDR | P | GF | GS | DR  |
| ---- | --------- | -- | - | - | --- | --- | - | -- | -- | --- |
| 1    | Spagna    | 15 | 5 | 5 | 0   | 0   | 0 | 67 | 39 | +28 |
| 2    | Australia | 9  | 5 | 3 | 0   | 0   | 2 | 44 | 42 | +2  |
| 3    | Ungheria  | 9  | 5 | 3 | 0   | 0   | 2 | 62 | 54 | +8  |
| 4    | Serbia    | 6  | 5 | 2 | 0   | 0   | 3 | 58 | 63 | -5  |
| 5    | Francia   | 3  | 5 | 1 | 0   | 0   | 4 | 50 | 60 | -10 |
| 6    | Giappone  | 3  | 5 | 1 | 0   | 0   | 4 | 60 | 83 | -23 |

| Gara | Data      | Ora   | Partita   | Partita | Partita   |
| ---- | --------- | ----- | --------- | ------- | --------- |
| 1    | 28 luglio | 10:30 | Australia | 5 - 9   | Spagna    |
| 2    | 28 luglio | 12:05 | Serbia    | 16 - 15 | Giappone  |
| 3    | 28 luglio | 19:30 | Francia   | 12 - 13 | Ungheria  |
| 4    | 30 luglio | 10:30 | Australia | 8 - 3   | Serbia    |
| 5    | 30 luglio | 15:00 | Giappone  | 13 - 14 | Francia   |
| 6    | 30 luglio | 21:05 | Spagna    | 10 - 7  | Ungheria  |
| 7    | 1 agosto  | 12:05 | Serbia    | 11 - 15 | Spagna    |
| 8    | 1 agosto  | 15:00 | Francia   | 8 - 9   | Australia |
| 9    | 1 agosto  | 21:05 | Ungheria  | 17 - 10 | Giappone  |
| 10   | 3 agosto  | 10:30 | Spagna    | 23 - 8  | Giappone  |
| 11   | 3 agosto  | 15:00 | Australia | 9 - 8   | Ungheria  |
| 12   | 3 agosto  | 19:30 | Serbia    | 15 - 8  | Francia   |
| 13   | 5 agosto  | 12:00 | Ungheria  | 17 - 13 | Serbia    |
| 14   | 5 agosto  | 13:35 | Australia | 13 - 14 | Giappone  |
| 15   | 5 agosto  | 20:05 | Francia   | 8 - 10  | Spagna    |

## Fase finale

### Tabellone
|  | Quarti di finale | Quarti di finale |                |          | Semifinali                | Semifinali                |  |  | Finale         | Finale |
|  |                  |                  |                |          |                           |                           |  |  |                |        |
|  | 7 agosto 2024    |                  |                |          |                           |                           |  |  |                |        |
|  |                  |                  |                |          |                           |                           |  |  |                |        |
|  | A1 Grecia        | 11               |                |          |                           |                           |  |  |                |        |
|  | A1 Grecia        | 11               | 9 agosto 2024  |          |                           |                           |  |  |                |        |
|  | B4 Serbia        | 12               |                |          |                           |                           |  |  |                |        |
|  | B4 Serbia        | 12               | Serbia         | 10       |                           |                           |  |  |                |        |
|  | 7 agosto 2024    |                  | Serbia         | 10       |                           |                           |  |  |                |        |
|  |                  | Stati Uniti      | 6              |          |                           |                           |  |  |                |        |
|  | B2 Australia     | Stati Uniti      | 6              | 10       |                           |                           |  |  |                |        |
|  | B2 Australia     |                  | 11 agosto 2024 | 10       |                           |                           |  |  |                |        |
|  | A3 Stati Uniti   | 11               |                |          |                           |                           |  |  |                |        |
|  | A3 Stati Uniti   | 11               | Serbia         | 13       |                           |                           |  |  |                |        |
|  | 7 agosto 2024    |                  | Serbia         | 13       |                           |                           |  |  |                |        |
|  |                  | Croazia          | 11             |          |                           |                           |  |  |                |        |
|  | A2 Italia        | Croazia          | 11             | 10       |                           |                           |  |  |                |        |
|  | A2 Italia        | 9 agosto 2024    |                | 10       |                           |                           |  |  |                |        |
|  | B3 Ungheria      | 12               |                |          |                           |                           |  |  |                |        |
|  | B3 Ungheria      | 12               | Ungheria       | 8        | Finale per il terzo posto | Finale per il terzo posto |  |  |                |        |
|  | 7 agosto 2024    |                  | Ungheria       | 8        | Finale per il terzo posto | Finale per il terzo posto |  |  |                |        |
|  |                  | Croazia          | 9              |          |                           |                           |  |  |                |        |
|  | B1 Spagna        | Croazia          | 9              | 8        | Stati Uniti               | 11                        |  |  |                |        |
|  | B1 Spagna        |                  |                | 8        | Stati Uniti               | 11                        |  |  |                |        |
|  | A4 Croazia       | 10               |                | Ungheria | 8                         |                           |  |  |                |        |
|  | A4 Croazia       | 10               |                |          | 8                         |                           |  |  |                |        |
|  |                  |                  |                |          |                           |                           |  |  | 11 agosto 2024 |        |
|  |                  |                  |                |          |                           |                           |  |  |                |        |

## Classifica finale
| Pos | Squadre     |
| --- | ----------- |
|     | Serbia      |
|     | Croazia     |
|     | Stati Uniti |
| 4   | Ungheria    |
| 5   | Grecia      |
| 6   | Spagna      |
| 7   | Italia      |
| 8   | Australia   |
| 9   | Montenegro  |
| 10  | Francia     |
| 11  | Giappone    |
| 12  | Romania     |